# Cryptophagus scanicus
Cryptophagus scanicus är en skalbaggsart som först beskrevs av Carl von Linné 1758.  Cryptophagus scanicus ingår i släktet Cryptophagus, och familjen fuktbaggar. Arten är reproducerande i Sverige.